# Драге (Северна Фризија)
Драге (њем. Drage) град је у њемачкој савезној држави Шлезвиг-Холштајн. Једно је од 132 општинска средишта округа Нордфризланд. Према процјени из 2010. у граду је живјело 593 становника. Посједује регионалну шифру (AGS) 1054023.

## Географски и демографски подаци
Драге се налази у савезној држави Шлезвиг-Холштајн у округу Нордфризланд. Град се налази на надморској висини од 4 метра. Површина општине износи 16,3 km². У самом граду је, према процјени из 2010. године, живјело 593 становника. Просјечна густина становништва износи 36 становника/km².